# 안윽수루스
안윽수루스(Anxurus)는 여신 페로니아와 함께 안윽수루 (오늘날 테라치나 ) 근처의 숲에서 숭배되는 이탈리아 신이었다. 그는 젊은 유피테르로 여겨졌다, 페로니아는 로마 신화의 유노 로 여겨졌다. 동전에서 그의 이름은 "아윽수루"또는 "안윽수루"로 기록되어있다. 테라치나에서는 주피터 안윽수루스를 숭배했던 사원의 폐허가 있다.

## 노트
1. ↑  Maurus Servius Honoratus, On the Aeneid 7.799
2. ↑  Arnold Drakenborch, ad Sil. Ital. 8.392
3. ↑  Andreas Morell, Thesaurus Morellianus Num. ii. tab. 2
4. ↑  Kahn, Robert (2001). 《Florence, Venice & the Towns of Italy》. City Secrets 2. New York Review Books. 293쪽. ISBN 9781892145017. 2016년 2월 16일에 확인함.